# Hamidullah Burki
Hamidullah Burki (Jalandhar, 10 novembre 1920 – Islamabad, 27 settembre 2003) è stato un hockeista su prato pakistano, che ha partecipato ai giochi della XIV Olimpiade
posizionandosi quarto nel suo 
sport.